# 海南行政首长列表
下表列出海南历任行政首长：

## 中華民國

### 北京政府时期
- 琼崖绥靖处处长：古应芬
- 琼崖镇守使
  - 邓铿
  - 曹恩锡
  - 胡令宣
  - 陆兰清
  - 龙裕光
  - 黄志恒（桂军任命）
  - 沈鸿英
  - 邓本殷
- 琼崖护军使：邓本殷
- 琼崖绥靖督办：陈世华
- 琼崖道尹
  - 姚春魁
  - 王寿民
  - 郑燊
  - 朱为潮
  - 梁迈
  - 周沆
  - 黄明堂（桂军任命）
  - 饶芙裳
  - 杨晋
- 琼崖善后处处长：邓本殷

### 国民政府时期
- 琼崖行政委员会行政委员：张难先
- 琼崖行政视察专员	
  - 周演明
  - 邝嵩龄
  - 王斧
- 琼崖清党委员会主席：黄镇球
- 广东省南区善后公署委员：陈铭枢
- 琼崖实业专员公署专员：黄强
- 琼崖行政专员：陈策
- 琼崖特别区行政长官公署行政长官：伍朝枢
- 琼崖绥靖委员公署委员	
  - 陈章甫
  - 陈汉光
  - 许廷杰
- 广东省第九区行政督察专员公署专员	
  - 黄强
  - 张达
  - 王毅（代）
  - 吴道南
  - 丘岳宋
  - 蔡劲军
  - 韩汉英
- 广东省政府主席琼崖办公处主任：蔡劲军
- 海南特别行政区长官公署长官→海南建省筹备委员会主任
  - 张发奎（未到任）
  - 李汉魂（未到任）
  - 陈济棠

### 日本傀儡政权
（日军占领）琼崖临时政务委员会委员长→琼崖临时政府主席：赵士桓

### 中共武装政权
- 琼崖苏维埃政府主席
  - 王文明
  - 陈骏业
  - 符明经（代）
- 琼崖苏维埃政府委员长：符明经
- 琼崖东北区民主政府主席→琼崖临时民主政府主席：冯白驹

## 中华人民共和国

### 海南建省前的行政长官
- 琼崖临时人民政府主席：冯白驹
- 海南军政委员会主任→海南军政委员会主席：邓华
- 广东省人民政府海南行政公署主任
  - 冯白驹
  - 萧焕辉
- 广东省海南行政公署主任
  - 萧焕辉
  - 王觉
  - 黄康
  - 萧焕辉
  - 魏南金
- 广东省海南行政区革命委员会主任
  - 孙干卿
  - 冯镜桥
- 广东省海南地区革命委员会主任：冯镜桥
- 广东省海南行政区革命委员会主任
  - 冯镜桥
  - 李子元
  - 李尔重
  - 罗天
- 广东省海南行政区公署主任
  - 魏南金
  - 雷宇
- 海南行政区人民政府主要负责人
  - 雷宇
  - 孟庆平

### 海南省省长
| 姓名   | 籍 贯    | 在任时间             | 曾任最高职务                          | 备注                                                 |
| ------ | -------- | -------------------- | ------------------------------------- | ---------------------------------------------------- |
| 梁 湘  | 广东开平 | 1988年9月-1989年9月  | 海南省首任省长                        | 1998年12月13日病逝                                   |
| 刘剑峰 | 天津宁河 | 1989年9月-1993年2月  | 中国民用航空总局局长                  |                                                      |
| 阮崇武 | 河北怀安 | 1993年2月-1998年2月  | 第九届全国人大常委                    |                                                      |
| 汪啸风 | 湖南慈利 | 1998年2月-2003年10月 | 第十一届全国政协常委                  |                                                      |
| 卫留成 | 河南泌阳 | 2003年10月-2007年1月 | 中共海南省委书记                      |                                                      |
| 罗保铭 | 天津市   | 2007年1月-2011年8月  | 中共海南省委书记                      | 全国人大华侨委员会副主任委员 2025年1月24日被开除党籍 |
| 蒋定之 | 江苏溧阳 | 2011年8月-2014年12月 | 江苏省政协主席                        | 2011年8月-2012年2月为代省长                          |
| 刘赐贵 | 福建惠安 | 2015年1月-2017年4月  | 中共海南省委书记                      |                                                      |
| 沈晓明 | 浙江上虞 | 2017年4月-2020年12月 | 现任中共湖南省委书记 省人大常委会主任 |                                                      |
| 冯 飞  | 江西都昌 | 2020年12月-2023年4月 | 现任中共海南省委书记 省人大常委会主任 |                                                      |
| 刘小明 | 江苏扬中 | 2023年4月-           | 现任中共海南省委副书记 省人民政府省长 |                                                      |